# Dinami de Bordeus
Dinami, en llatí Dynamius, fou un advocat i poeta de Bordeus que ens és conegut a través d'una breu composició poètica en vers elegíac que li va dedicar el seu amic Ausoni quan va morir.
En els versos s'explica que Dinami va haver de sortir del seu país natal per haver estat acusat (injustament pel que sembla) d'adulteri i es va refugiar amb el nom de Flavinius a Ilerda (Lleida) on va exercir com a retòric i es va casar amb una rica dona local.
Va tornar de gran a la seva terra natal però aviat va retornar a Lleida on va morir.